# Mörttjärnen (Järvsö socken, Hälsingland)
Mörttjärnen är en sjö i Ljusdals kommun i Hälsingland och ingår i Ljusnans huvudavrinningsområde. Sjön har en area på 0,0852 kvadratkilometer och ligger 250,2 meter över havet. Sjön avvattnas av vattendraget Milån.

## Delavrinningsområde
Mörttjärnen ingår i det delavrinningsområde (683852-150942) som SMHI kallar för Inloppet i Milsjön. Medelhöjden är 356 meter över havet och ytan är 13,62 kvadratkilometer. Det finns inga avrinningsområden uppströms utan avrinningsområdet är högsta punkten. Milån som avvattnar avrinningsområdet har biflödesordning 2, vilket innebär att vattnet flödar genom totalt 2 vattendrag innan det når havet efter 103 kilometer. Avrinningsområdet består mestadels av skog (83 procent). Avrinningsområdet har 0,09 kvadratkilometer vattenytor vilket ger det en sjöprocent på 0,6 procent.